# Teramo Basket 2011-2012
Questa voce raccoglie le informazioni riguardanti il Teramo Basket nelle competizioni ufficiali della stagione 2011-2012.

## Stagione
La stagione 2011-2012 del Teramo Basket, sponsorizzata Banca Tercas, è la 9ª nel massimo campionato italiano di pallacanestro.
Per la composizione del roster si decise di tornare alla formula con 5 giocatori stranieri di cui massimo 3 non appartenenti a Paesi appartenenti alla FIBA Europe.

## Roster
| Teramo Basket 2011-12 | Teramo Basket 2011-12 |
| Giocatori             | Staff tecnico         |
| --------------------- | --------------------- |

| N. | Naz.                                        | Ruolo | Nome                 | Anno | Alt.   | Peso   |  |
| -- | ------------------------------------------- | ----- | -------------------- | ---- | ------ | ------ |  |
| 4  | Italia (bandiera)                           | P     | Antonello Ricci      | 1992 | 190 cm | 80 kg  |  |
| 5  | Stati Uniti (bandiera)                      | AC    | Brandon Brown        | 1981 | 202 cm | 100 kg |  |
| 7  | Stati Uniti (bandiera) · Irlanda (bandiera) | G     | Donnie McGrath       | 1984 | 183 cm | 92 kg  |  |
| 9  | Italia (bandiera)                           | AC    | Valerio Amoroso      | 1980 | 204 cm | 107 kg |  |
| 10 | Argentina (bandiera) · Italia (bandiera)    | AP    | Bruno Cerella        | 1986 | 194 cm | 93 kg  |  |
| 11 | Stati Uniti (bandiera)                      | P     | Dee Brown            | 1984 | 185 cm | 84 kg  |  |
| 12 | Italia (bandiera)                           | P     | Robert Fultz         | 1982 | 189 cm | 86 kg  |  |
| 13 | Italia (bandiera)                           | A     | Gianluca Lulli (C)   | 1972 | 196 cm | 103 kg |  |
| 14 | Israele (bandiera)                          | C     | Yaniv Green          | 1980 | 206 cm | 113 kg |  |
| 16 | Montenegro (bandiera)                       | A     | Miloš Borisov        | 1985 | 201 cm | 93 kg  |  |
| 22 | Stati Uniti (bandiera)                      | PG    | Brad Wanamaker       | 1989 | 193 cm | 95 kg  |  |
| 25 | Stati Uniti (bandiera)                      | G     | Anthony Goods        | 1987 | 191 cm | 91 kg  |  |
| 33 | Italia (bandiera)                           | AG    | Achille Polonara     | 1991 | 205 cm | 102 kg |  |
| -  | Italia (bandiera)                           | A     | Cosimo De Giorgio    | 1993 | 195 cm | 85 kg  |  |
| -  | Italia (bandiera)                           | P     | Vincenzo Di Giuseppe | 1993 | 182 cm | 68 kg  |  |
| -  | Italia (bandiera)                           | AC    | Sandro Listwon       | 1993 | 202 cm | 103 kg |  |
| -  | Italia (bandiera)                           | G     | Pierpaolo Marini     | 1993 | 187 cm | 74 kg  |  |
| -  | Italia (bandiera)                           | A     | Alberto Serafini     | 1993 | 193 cm | 87 kg  |  |

| Allenatore |
| - Alessandro Ramagli |
| Assistente/i |
| - Emanuele Di Paolantonio - Giuseppe Di Paolo Legenda - (C) Capitano - (IN) Inattivo - Infortunato Roster Aggiornato al: 17 luglio 2017 |

## Mercato

### Sessione estiva
| Acquisti | Acquisti        | Acquisti            | Acquisti      | Acquisti |
| R.       | Nome            | da                  | Modalità      |          |
| -------- | --------------- | ------------------- | ------------- | -------- |
| AC       | Brandon Brown   | Zara                | definitivo    |          |
| P        | Dee Brown       | Piratas de Queb.    | definitivo    |          |
| A        | Miloš Borisov   | Hemofarm Vršac      | definitivo    |          |
| AC       | Valerio Amoroso | Virtus Bologna      | definitivo    |          |
| C        | Yaniv Green     | Maccabi Tel Aviv    | definitivo    |          |
| PG       | Brad Wanamaker  | Pittsburgh Panthers | definitivo    |          |
| AP       | Bruno Cerella   | Casalpusterlengo    | fine prestito |          |

| Cessioni | Cessioni             | Cessioni           | Cessioni       |
| R.       | Nome                 | a                  | Modalità       |
| -------- | -------------------- | ------------------ | -------------- |
| A        | Rodrigo de la Fuente | Estudiantes        | fine contratto |
| PG       | Ivan Zoroski         | Sutor Montegranaro | fine contratto |
| AG       | Josh Davis           | Memphis Grizzlies  | fine contratto |
| AP       | Giorgio Boscagin     | Scaligera Verona   | fine contratto |
| C        | Kevin Fletcher       | Juvecaserta        | fine contratto |
| C        | Jesse Young          | Free agent         | fine contratto |
| G        | Drake Diener         | Dinamo Sassari     | fine contratto |

### Dopo l'inizio della stagione
| Acquisti | Acquisti       | Acquisti   | Acquisti   | Acquisti |
| R.       | Nome           | da         | Modalità   |          |
| -------- | -------------- | ---------- | ---------- | -------- |
| G        | Donnie McGrath | Free agent | definitivo |          |
| G        | Anthony Goods  | Free agent | definitivo |          |

| Cessioni | Cessioni       | Cessioni         | Cessioni                | Cessioni |
| R.       | Nome           | a                | Modalità                |          |
| -------- | -------------- | ---------------- | ----------------------- | -------- |
| PG       | Brad Wanamaker | Free agent       | fine contratto          |          |
| G        | Donnie McGrath | Scaligera Verona | rescissione consensuale |          |
| G        | Anthony Goods  | F.W. Mad Ants    | rescissione consensuale |          |
| C        | Yaniv Green    | Free agent       | rescissione consensuale |          |